# Collectors Club of New York

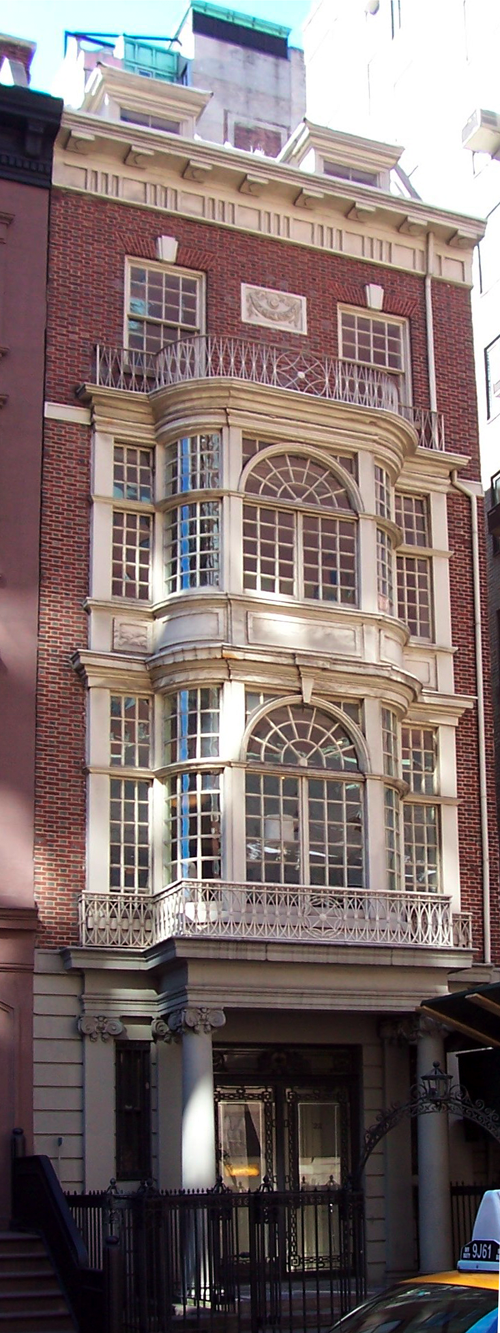
Le siège du club sur la à Manhattan.

Le Collectors Club of New York est une association philatélique, fondée en 1896 à New York, aux États-Unis.
Ses buts sont la promotion de la collection de timbres en tant que loisir, et le développement des moyens de connaissance de la discipline philatélique.
Si la plupart des membres résident au nord-est des États-Unis, la renommée du Collectors Club attirent également des collectionneurs et auteurs d'envergure nationale et internationale. Le créateur du catalogue Scott, James Walter Scott, est un des membres fondateurs. Dans la première moitié du XXe siècle, parmi ses principaux membres, Alfred Lichtenstein et Theodore Steinway assurent le développement du club. Parmi les membres honoraires, se trouvent le président Franklin Delano Roosevelt et James Lindsay, 26e comte de Crawford.
Chaque année, depuis 1952, l'association remet l’Alfred F. Lichtenstein Memorial Award for Distinguished Service to Philately aux philatélistes dont l'œuvre a fait progresser de manière importante la philatélie.
Le siège du Collectors Club est un immeuble de cinq étages, situé sur la 35e rue, dans Murray Hill. Son apparence est due à l'architecte Stanford White en 1902. Il accueille le club depuis 1938 grâce à une donation de Lichtenstein, ainsi qu'une importante bibliothèque philatélique d'environ 150 000 ouvrages.